# يوتو تاكاوكا
يوتو تاكاوكا (باليابانية: 武岡 優斗) (24 يونيو 1986 في كيوتو في اليابان – )؛ هو لاعب كرة قدم ياباني سابق كان يلعب كمدافع.

## وصلات خارجية
- يوتو تاكاوكا على موقع رابطة كرة القدم اليابانية للمحترفين (اليابانية)
- يوتو تاكاوكا على موقع قاعدة بيانات كرة القدم.إي يو (الإنجليزية)
- يوتو تاكاوكا على موقع Soccerway.com (الإنجليزية)
- يوتو تاكاوكا على موقع عالم كرة القدم.نت (الإنجليزية)
- يوتو تاكاوكا على موقع كووورة